# IC 993
IC 993 ist eine Spiralgalaxie mit aktivem Galaxienkern vom Hubble-Typ S im Sternbild Bärenhüter am Nordsternhimmel. Sie ist schätzungsweise 340 Millionen Lichtjahre von der Milchstraße entfernt und hat einen Durchmesser von etwa 30.000 Lj.

Im selben Himmelsareal befinden sich u. a. die Galaxien NGC 5531, NGC 5532, IC 994.
Das Objekt wurde am 27. Mai 1891 vom französischen Astronomen Stéphane Javelle entdeckt.